# Les Diamants de l'Amazone
Pour plus de détails, voir Fiche technique et Distribution.
Les Diamants de l'Amazone (The Treasure of the Amazon) est un film d'aventure américano-mexicain sorti en 1985, réalisé par René Cardona Jr..

## Synopsis
En Amazonie, deux anciens mineurs et un aventurier, privés de tout scrupule, décident de s'allier pour aller à la recherche de diamants. Au cours de l'aventure, il croisent le chemin d'un ancien nazi réfugié dans la jungle et de jeunes géologues. Tous doivent affronter, outre les dangers naturels, les cruels Jivaros. Ceux-ci lancent des flèches empoisonnées avec des sarbacanes et coupent les têtes de leurs victimes pour les réduire ensuite en de macabres trophées. Pour leur échapper, mieux vaut s'unir, mais les rivalités entre les divers groupes vont devenir mortelles. Et de retour, il faudra encore composer avec un commissaire qui réclame sa part des découvertes.

## Fiche technique
- Titre français : Les Diamants de l'Amazone[1]
- Titre original anglais : The Treasure of the Amazon
- Titre original espagnol : El tesoro del Amazonas[1]
- Genre : film d'aventure
- Réalisation : René Cardona Jr.
- Scénario : René Cardona Jr., Jacques Wilson
- Musique : Mort Garson
- Production : Jacques Wilson pour Star World Productions, Real Internacional
- Photographie : Daniel López
- Montage : Earl Watson
- Maquillage : Bertha Chiu, Francisco Jaramillo, Elvira Oropeza
- Effets spéciaux : Sergio Jara
- Costumes : Alicia Rubio
- Format d'image : 1,85:1
- Durée : 104 min
- Pays :  États-Unis,  Mexique
- Année de sortie : 1985
- Langue originale : anglais
- Date de sortie en salle en France : 14 janvier 1987[1]

## Distribution
- Stuart Whitman : Gringo
- Donald Pleasence : Klaus von Blantz
- Bradford Dillman : Clark
- Sonia Infante : Morimba
- John Ireland : prêtre
- Emilio Fernández : Tacho / Paco
- Pedro Armendáriz Jr. : Pablo / Zapata
- Jorge Luke : Jairo / Jaime
- Ann Sidney : Barbara
- Clark Jarrett : Dick
- Hugo Stiglitz : capitaine de la barque à aubes